# Blanca Díez
Blanca Díez Garretas ( 1950) es una botánica y taxónoma española.
Se ha desempeñado en el "Departamento de Botánica y Fisiología Vegetal" de la Universidad Complutense de Madrid.
Desde el 12 de noviembre de 1970 es académica de número de la Academia Malagueña de Ciencias.

Actualmente es profesora titular en el Departamento de Biología Vegetal de la Facultad de Ciencias de la Universidad de Málaga.
Forma parte del grupo de investigación «Fitosociología, Cartografía y Dinámica Vegetal» del área de Recursos naturales y medio ambiente del Departamento de Botánica de la Universidad de Granada.

## Algunas publicaciones
- 2005. Asensi, A; S Rivas Martínez; B Díez Garretas. Las comunidades de Maytenus "senegalensis" subsp. "europaeus" ("Celastraceae") en la Península Ibérica . Lazaroa 26:82:92
- 2004. Díez Garretas, B; A Asensi. Estudios sobre la vegetación de Andalucía: una aproximación histórica. Lazaroa, ISSN 0210-9778, vol. 25, pp. 43-49
- 1999. Asensi, A; B Díez Garretas. Observaciones nomenclaturales y sintaxonómicas sobre algunas comunidades de Rupicapnos africana (Lam.) Pomel s.l. Lazaroa, ISSN 0210-9778, vol. 20, pp. 115-116pdf en línea
- 1997. Rivas Martínez, S; A Asensi; B Díez Garretas; J Molero; F Valle. Biogeographical synthesis of Andalusia (Southern Spain). J. Biogeogr. 24: 915-928 pdf en línea
- 1995. Martín Osorio, VE; B Díez Garretas; A Asensi. Comportamiento fitosociológico de Juniperus phoenicea L. s. l. en el sur de la Península Ibérica. Lazaroa, ISSN 0210-9778, vol. 16, pp. 159-167 pdf en línea
- 1984. Díez Garretas, B. Medicago blancheana Boiss. var. blancheana nueva adventicia para la Península Ibérica. Lazaroa, ISSN 0210-9778, vol. 6, pp. 269-270 pdf en línea
- 1981. Díez Garretas, B; AE Salvo. Ensayo biogeográfico de los pterido-fitas de las Sierras de Algeciras. Actas III Congr. ÓPTIMA. Anales Jará. Bot. Madrid 37 (2): 455-462
- 1978. Asensi, A; B Díez Garretas; F Esteve. Contribución al estudio del "Omphalodion brassicaefoliae" Rivas Martínez, S. Izco, J & Costa M., 1973 en el Sur de la Península Ibérica. Acta botánica malacitana, ISSN 0210-9506, N.º 4, pp. 63-70
- 1977. Díez Garretas, A. Catálogo florístico de la provincia de Málaga III: balanophoraceae - amaranthaceae. Acta botánica malacitana, ISSN 0210-9506, N.º 3, pp. 121-138
- 1977. Asensi, A; B Díez Garretas. "Addenda" al catálogo florístico de la provincia de Málaga. Acta botánica malacitana, ISSN 0210-9506, Nº 3, pp. 139-140

### Libros
- 1987. Asensi Marfil, A; B Díez Garretas. El Parque de Málaga. Ed. Málaga : Ayuntamiento. ISBN 84-505-5007-6

### Colaboraciones en obras colectivas
- 1988. Asensi Marfil, A; B Díez Garretas. "Ulici borgiae-Cistetum ladaniferi", nueva asociación para el sector gaditano (SW de España). Homenaje a Pedro Montserrat, ISBN 84-86856-13-2, pp. 405-408 archivo en línea

- La abreviatura «B.Díez» se emplea para indicar a Blanca Díez como autoridad en la descripción y clasificación científica de los vegetales.[5]